# Christine Labonté-Roset
Christine Labonté-Roset (* 1942) ist eine deutsche Sozialarbeitswissenschaftlerin. Sie war von 1977 bis 2019 als Hochschullehrerin an der Alice Salomon Hochschule Berlin tätig und 16 Jahre lang deren Rektorin.

## Werdegang
Labonté-Roset studierte von 1962 bis 1970 an der FU Berlin, an der Universität Göttingen und an der Università degli Studi di Firenze in Florenz die Fächer Soziologie, Pädagogik und Psychologie. 1971 wurde sie bei dem Göttinger Soziologen Hans Paul Bahrdt zur Dr. phil. promoviert. In der Folge war sie bis 1976 als wissenschaftliche Assistentin am Institut für Soziologie der FU Berlin tätig, wo sie unter anderem mit Forschungsarbeiten und Veröffentlichungen in den Bereichen Industriesoziologie, Arbeitsmigration und Familiensoziologie befasst war. In den Jahren 1975 bis 1977 leitete sie außerdem am Institut für Vergleichende Gesellschaftsforschung des Wissenschaftszentrums Berlin für Sozialforschung, einer außeruniversitären Einrichtung, das Forschungsprojekt Arbeitssituation und Bewußtsein ausländischer (türkischer) Arbeiter und Arbeiterinnen in Berliner Großbetrieben.

Ab 1977 war Labonté-Roset als Professorin für Soziologie und Sozialpolitik an der damaligen Fachhochschule für Sozialarbeit und Sozialpädagogik Berlin (FHSS) tätig, der heutigen Alice Salomon Hochschule Berlin (ASH). Von 1986 bis 1990 bildete sie zunächst als Vize-Rektorin der FHSS gemeinsam mit der Rektorin Marlis Dürkop-Leptihn das erste weibliche Führungsduo einer Berliner Hochschule.

„Als ich 1986, damals noch stellvertretende Rektorin, zum ersten Mal auf eine Hochschulrektorenkonferenz kam, wurde mir an der Rezeption nicht etwa das Programm der Tagung, sondern das ‚Damenprogramm‘ – also das Kulturprogramm für die mitreisenden Ehegattinnen in die Hand gedrückt. Die Leitung einer Hochschule hatte selbstverständlich in Männerhand zu sein!“

Vom 1. April 1994 an hatte Labonté-Roset selbst bis 2007 das Amt der Rektorin inne. In die Zeit ihres Rektorats fielen auch der Umzug der Hochschule von Berlin-Schöneberg nach Berlin-Hellersdorf 1998 und der Umbau der Einrichtung zu einer „Mehrfach-Hochschule“ mit vier grundständigen Studiengängen und zehn weiterführenden Masterstudiengängen. Mit dem Zuwachs an Personal und Räumlichkeiten und der Umstellung auf die zweistufige Bachelor- und Masterstruktur waren zahlreiche Neueinstellungen und Umstrukturierungen verbunden. Als Rektorin war Labonté-Roset stets darauf bedacht, im Sinne der Namensgeberin der Hochschule, Alice Salomon, international und interdisziplinär zu denken und zu handeln. Die Frauenförderung und die Unterstützung der Gender- bzw. Frauenforschung zählten zu ihren zentralen Anliegen. Es gelang ihr, an der ASH Frauenförderprogramme aufzulegen, darunter ein Frauenpromotionskolleg und ein neu errichtetes Stipendienprogramm für Doktorandinnen.
Mehrere Sprachen sprechend, war Christine Labonté-Roset auch im Bereich der Internationalen Sozialen Arbeit stark engagiert. Auf europäischer Ebene war sie von 1999 bis 2007 Präsidentin der European Association of Schools of Social Work (EASSW) und auf internationaler Ebene Vizepräsidentin der International Association of Schools of Social Work (IASSW). Anschließend wurde sie Präsidentin des europäischen Netzwerks European Network of Quality Assurance for Social Professions.
Für die ASH schloss Labonté-Roset mehr als 40 Kooperationsverträge mit ausländischen Hochschulen ab. Sie war auch an der Entwicklung des neuen Masterstudiengangs „Soziale Arbeit als Menschenrechtsprofession“ und des zugehörigen englischsprachigen Master-Programms „Social Work as Human-Rights-Profession“ an der ASH beteiligt.
Zu ihren hochschulpolitischen Aktivitäten zählen die Mitgliedschaften in zahlreichen nationalen und internationalen Gremien, darunter die Ständige Kommission für Internationale Angelegenheiten der Hochschulrektoren-Konferenz (1988–1997), die Hochschulrektorenkonferenz (ab 1994), die Hochschulstrukturkommission des Landes Hessen (1992–1995), die Hochschulräte der Fachhochschulen Wiesbaden (ab 2002) und Dortmund (ab 2007) sowie die Akkreditierungskommissionen der Agentur für Qualitätssicherung durch Akkreditierung von Studiengängen (AQAS) (2005–2007).
Am 6. Dezember 2011 wurde Labonté-Roset für ihre Verdienste in der internationalen Sozialarbeit mit dem Bundesverdienstkreuz am Bande ausgezeichnet. Es wurde ihr vom damaligen Staatssekretär Benjamin-Immanuel Hoff in der Alice Salomon Hochschule überreicht.
Labonté-Roset zählte zu den 34 Frauen der außerparlamentarischen Oppositions-Bewegung (APO) des Jahres 1968, die von der Fotografin Ruth E. Westerwelle nach mehreren Jahrzehnten aufgespürt und von 2014 bis 2018 im Rahmen der deutschen Foto-Wanderausstellung Die Frauen der APO mit Fotos und Kurzbiografien porträtiert wurden.
Nach 43 Jahren an der ASH wurde Christine Labonté-Roset im Juni 2019 in den Ruhestand verabschiedet.
Labonté-Roset gehört dem wissenschaftlichen Beirat des Alice-Salomon-Archivs an.

## Forschungsschwerpunkte
Arbeits- und Forschungsschwerpunkte von Christine Labonté-Roset waren die europäische Sozialpolitik, Rassismus, Migration, soziale Exklusion und Hochschulpolitik. In der Lehre sah sie sich nach eigener Aussage als Sozialpolitikerin mit einem besonderen Fokus auf die sozialen Problemlagen und die Situation betroffener vulnerabler Gruppen.

## Tätigkeit als Herausgeberin
Christine Labonté-Roset war ab 1990 Mitherausgeberin der im Nomos Verlag erscheinenden Zeitschrift Edition SocialManagement, ab 1991 Teil des Advisory Board des Journal of Multicultural Social Work (Haworth Press) sowie ab 1997 Teil des Editorial Board des European Journal of Social Work (Oxford University Press) und des Editorial Review Board des von Robert L. Barker herausgegebenen The Social Work Dictionary (NASW Press). Des Weiteren betätigte sie sich als Mitherausgeberin der bei Luchterhand erschienenen dreibändigen Schriftenreihe zu ausgewählten Werken Alice Salomons ab 1995.
Gemeinsam mit Heinz Cornel und Hans-Wolfgang Hoefert gab Labonté-Roset 2010 den 9. Band der ASH-Schriftenreihe Berliner Beiträge zu Bildung, Gesundheit und Sozialer Arbeit mit dem Titel Hard to Reach: Schwer erreichbare Klienten in der Sozialen Arbeit heraus.
Im selben Jahr erschien die von Brigitte Geißler-Piltz herausgegebene, mehr als 250 Seiten umfassende Festschrift für Labonté-Roset mit dem Titel Soziale Arbeit grenzenlos: Festschrift für Christine Labonté-Roset.

## Auszeichnungen und Ehrungen
- 2011: Bundesverdienstkreuz am Bande[11]

## Publikationen (Auswahl)
- mit Heinz Cornel und Hans-Wolfgang Hoefert (Hrsg.): Hard to Reach: Schwer erreichbare Klienten in der Sozialen Arbeit. Reihe: Praxis, Theorie, Innovation. Berliner Beiträge zu Bildung, Gesundheit und Sozialer Arbeit. Band 9. Schibri Verlag, Berlin, Milow, Strasburg 2010, ISBN 978-3-86863-049-7.
- The Recent Economic Crisis and its Effects on Social Cohesion and Social Exclusion and the Role of Social Work. In: Heinz Stapf-Finé (Hrsg.): The Social Dimension of the Economic Crisis in Europe. Reihe: Social Work in European and Transnational Context. Band 1. Schibri Verlag, Berlin, Milow, Strasburg 2013, ISBN 978-3-86863-115-9, S. 49–63.